# Ortografia di Bello

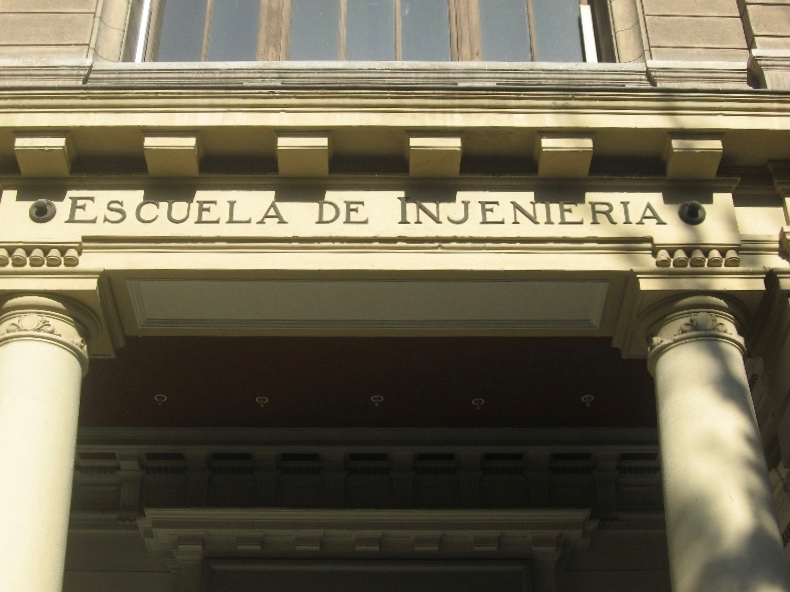
L'ortografia di Bello all'ingresso della scuola d'ingegneria dell'Università del Cile. Questo recita ESCUELA DE INJENIERIA; secondo l'attuale ortografia standard sarebbe ESCUELA DE INGENIERIA.

L'ortografia di Bello o ortografia Cilena era un'ortografia della lingua spagnola creata dal linguista venezuelano Andrés Bello e Juan García del Río, pubblicata a Londra nel 1823.
Parte dell'ortografia fu usata ufficialmente per un periodo in Cile, e influenzò altri paesi che parlano spagnolo. Lo scopo dell'ortografia era una perfetta corrispondenza tra grafemi e fonemi.
La riforma non ha avuto successo. L'ortografia spagnola standard come usata per lo spagnolo ispanico americano contiene diversi omofoni (⟨c⟩, ⟨k⟩, ⟨qu⟩; ⟨c⟩, ⟨s⟩, ⟨z⟩; ⟨g⟩, ⟨j⟩, ⟨x⟩; ⟨b⟩, ⟨v⟩; ⟨y⟩, ⟨ll⟩; ⟨i⟩, ⟨y⟩) o lettere che rappresentano più di un suono (⟨c⟩, ⟨g⟩, ⟨r⟩, ⟨x⟩, ⟨y⟩), e altre varianti (⟨h⟩ essendo generalmente non aspirata, ma pronunciata in alcune parole di prestito; ⟨u⟩ dopo ⟨g⟩ e ⟨q⟩).
Bello propose diverse modifiche che credeva potessero essere introdotte in due stadi:
- primo stadio

1. Sostituire la ⟨j⟩ ai suoni "deboli" della ⟨g⟩ (jeneral, jinebra);
2. Sostituire la ⟨z⟩ ai suoni "deboli" della ⟨c⟩ (zerdo, zisma);
3. Rimuovere le ⟨h⟩ mute (ombre) e la ⟨u⟩ muta di ⟨qu⟩- (qeso);
4. Sostituire la ⟨i⟩ alle ⟨y⟩ usate come vocali (rei, i);
5. Scrivere sempre ⟨rr⟩ dove è pronunciata una ⟨r⟩ rotonda (rrazón, alrrededor).

- secondo stadio:

1. sostituire la ⟨q⟩ ai suoni "forti" della ⟨c⟩ (qasa);
2. rimuovere la ⟨u⟩ muta in ⟨gu⟩- (gerra, ginda).

Il 17 ottobre 1843, Domingo Faustino Sarmiento (il rettore di Bello dell'università del Cile) presentò un progetto alla Facoltà di studi umanistici e di Filosofia: Report on American Orthography.
Il 19 febbraio 1844, la Facoltà giudicò troppo radicale la riforma, ma raccomandò alcune delle idee di Bello. Il governo del Cile seguì questa raccomandazione e quell'anno introdusse le seguenti riforme:
1. Sostituire la ⟨j⟩ ai suoni deboli della ⟨g⟩ (jeneral, jinebra);
2. Sostituire la ⟨i⟩ alle ⟨y⟩ usate come vocali (rei, i);
3. Scrivere ⟨s⟩ invece di ⟨x⟩ prima delle consonanti (testo).

I cambiamenti influenzarono l'Argentina, l'Ecuador, la Colombia, il Nicaragua e il Venezuela. Con il tempo, tuttavia, l'ortografia spagnola tornò a come era stata in precedenza. L'ultimo paese a tornare all'ortografia standard fu il Cile, dove il presidente Carlos Ibáñez del Campo stabilì l'uso dell'ortografia della Real Academia Española nell'insegnamento e nei documenti ufficiali con il decreto n. 3.876 del 20 luglio 1927, che entrò in vigore il 12 ottobre 1927.
Il poeta e vincitore del premio Nobel Juan Ramón Jiménez ha usato un'ortografia simile a quella di Bello nelle sue opere.